# Orna nebulosa
Orna nebulosa is een vlinder uit de familie bloeddrupjes (Zygaenidae). De wetenschappelijke naam van deze soort is voor het eerst geldig gepubliceerd in 1832 door Guérin-Méneville.
De soort komt voor in tropisch Afrika.